# 小行星8155
小行星8155（8155 Battaglini）是一颗绕太阳运转的小行星，为主小行星带小行星。该小行星于1988年8月17日发现。

## 轨道参数
小行星8155的轨道半长轴为2.6685197 UA，离心率为0.218。